# Biomechanika
A biomechanika a mechanika azon része, amely az élő szervezetek mozgásait tanulmányozza. A fizika törvényei alapján jellemezzük az élő rendszer statikai és dinamikai tulajdonságait, felhasználva a fizika törvényeit.

## Története
Az első kutatások a reneszánsz korban jelentek meg. Az első publikációk egyike Galilei nevéhez fűződik, aki a mozgások elméleti és kísérleti elemzéséről írt. Ezt követően Borelli (1608–1679, olasz matematikus és orvos, Galilei egyik tanítványa) publikálta az első biomechanikai könyvet: a De motu animalium (két kötet: 1680, 1681), magyarul: Az állatok mozgásáról. Ebben az izmok összehúzódását, elernyedését az izomerőt, az állást, a járást és egyéb emberek és állatok által történő mechanikai mozgást írt le. Az emberi test működését egyszerű géphez hasonlóan képzelte el, emelők rendszereként vizsgálta és matematikai módszerrel igyekezett megérteni az izmok mozgását, a madarak repülését, a halak úszását.
Több nagy nevű tudós neve is fűződik még a biomechanikai alapokhoz: Bernoulli, Euler és Coulomb, akik az ember fizikai munkaképességét az erők, a sebesség és az időintervallum függvényében tanulmányozták.
A folyadékok mechanikája témában Leonard Euler és Thomas Young kapott jelentős szerepet. A francia Jean Poiseuille-t az első kutatóként tartják számon a folyadékok viszkozitása tudományterületen.

## Statika, egyensúlyi feltétel az emberi test esetén
Ahogyan az általános mechanikában is, az egyensúly szempontjából a legfontosabb a testek tömegközéppontjának meghatározása. A tömegközéppont a test azon pontja, mely sok szempontból úgy viselkedik, mintha a rendszer tömege ebbe a pontba volna koncentrálva. Egy test akkor van egyensúlyban a gravitációs erővel szemben, ha a tömegközéppontja az alátámasztási felület fölött helyezkedik el. Minél, nagyobb ez a felület, annál stabilabb a test.
Az emberi test tömegközéppontja függőleges helyzetben (kezek a test mellett) megközelítőleg a magasságuk 60%-nál található a földhöz képest. A mozgás során a tömegközéppont pozíciója megváltozik.
Az egyensúlyi helyzet egy szemléletes példájaként figyeljük meg, mi történik, mikor egy személy egy jelentősebb tömegű tárgyat emel fel. Ekkor önkéntelenül is a teherrel ellentétes oldalra elhajlik az illető annak érdekében, hogy a rendszer tömegközéppontját az egyensúlyi helyzetbe visszaállítsa. Ha egy személy elveszti valamelyik felső végtagját, hajlamos gerincproblémákra, mivel a tömegközéppontja kimozdul.

## Transzlációs mozgás
Általános esetben egy test mozgását le lehet írni egy transzlációs, egy rotációs mozgással, illetve a kettő kombinálásával.
Az emberi test transzlációs mozgása esetén a testet alkotó összes részecske ugyanazzal a sebességgel és gyorsulással mozog. A mechanika alaptörvényeit alkalmazva erre a mozgásra felírhatjuk:
{\displaystyle v=v_{0}+at}
Felírhatjuk egy adott t időintervallum alatti átlagsebességet:
{\displaystyle v_{m}=(v+v_{0})\div 2}
A megtett út:
{\displaystyle s=v_{0}t\times \left({\frac {at^{2}}{2}}\right)}
{\displaystyle t=\left({\frac {v-v_{0}}{a}}\right)\Longrightarrow v=v_{0}^{2}+2as}
A fenti képletek segítségével elemezhetjük az emberi test függőleges vagy ferde irányú ugrását egy helyből, vagy mozgásból.
Az izmok mozgatásával mechanikai munkát végzünk. A mechanikában alkalmazott képlettel ki tudjuk számolni, hogy a mozgás során mekkora energiát használtunk fel. Ez az energia a táplálék bevitelével nyerődik a szervezetben, de egy elég alacsony százaléka alakul át mechanikai munkává, megközelítőleg 20%.

## Rotációs mozgás

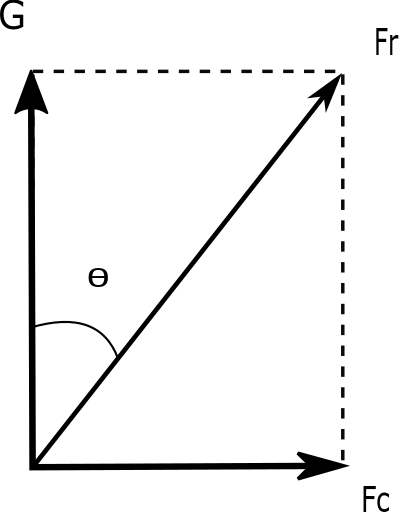
Rotációs mozgás

A legegyszerűbb példa rotációs mozgásra egy test, amely egy körpályán állandó sebességgel mozog. Például egy futó, ahogy egy körpályán fut. Ebben az esetben a centrifugális erőt kell kiszámítanunk, ami a testre hat. Egy kanyarban megfigyelhetjük, hogy a futók enyhén befele dőlnek. Ezt a jelenséget úgy tudjuk megmagyarázni, ha elemezzük a testre ható erőket. A testre hat egy G függőleges irányú erő, mivel a talpa érintkezik a talajjal, valamint egy vízszintes irányú centripetális erő, ami a centrifugális erőt próbálja egyensúlyozni. A két erőből származó eredő egy adott θ szöget zár be a függőleges iránnyal. Ha a futó nem dőlne meg kissé a kanyarban, akkor ez az eredő erő nem a súlypontján menne át, így egy erő momentum jelenne meg, ami nem egyenlő zéróval. Az eredő és a függőleges irány által bezárt szöget fel tudjuk írni ismerve a körmozgás alapképleteit:
{\displaystyle F_{r}\sin(\theta )=F_{c}=\left({\frac {G}{g}}\right)\left({\frac {v^{2}}{R}}\right)}
{\displaystyle F_{r}\cos(\theta )=G}
{\displaystyle \tan(\theta )=\left({\frac {v^{2}}{gR}}\right)}
A fizikai és matematikai ingák tanulmányozása során kapott képleteket tudjuk alkalmazni a lábak mozgására, amelyek hasonlóképpen működnek, mint az ingák, ahol a felfüggesztési pont a csípőcsontnál található. A valósághoz közelebbi megközelítést a fizikai ingához való hasonlítás adja, mivel a láb nem tömegszerű pont, nem tudjuk elhanyagolni a tömegét.

## Csontok rugalmassága
Egy újabb mechanikai tulajdonságot alkalmazva az emberi és állati testre jelentős eredményekhez kehet jutni a biomechanikában. Erő hatására minden test deformálódást szenved, aminek következtében belső feszültség keletkezik, amely ellenszegül a deformáló erőnek, és vissza próbálja állítani a testet az eredeti állapotába. Rugalmas alakváltozás során az erő megszűntével a test visszanyeri eredeti alakját, rugalmatlan esetben viszont nem.
Az emberi testben nagyon fontos ismernünk az elasztikus tulajdonságait a csontoknak, így ki tudjuk számolni, hogy mekkora erő hatására törik el, mekkora az a magasság, amelyről ha leesik egy ember, biztos csonttörést fog szenvedni. Ezeket a számításokat nem tudjuk pontosan elvégezni, ugyanis sok tényezőtől függenek, viszont megközelítésekkel el lehet érni a valósághoz közeli értékeket. Egy másik fontos alkalmazási terület a vérerek falának rugalmassága, ami az idő teltével csökken. A rugalmassági állandót meghatározhatjuk, ha egy rugóhoz hasonlítjuk a rendszert, aminek egyik vége fel van függesztve, a másikra pedig egy F erővel hatunk. Ebben az esetben alkalmazhatjuk Hooke törvényét.
{\displaystyle F=-k\Delta l}
{\displaystyle E_{p}=\left({\frac {1}{2}}\right)k(\Delta l)^{2}}
{\displaystyle k=\left({\frac {ES}{L}}\right)}
{\displaystyle E=\left({\frac {\sigma }{\epsilon }}\right)=\left({\frac {F}{S}}\right)\left({\frac {l}{\Delta l}}\right)}